# Gruffydd Young
 (juillet 2017).
Si vous disposez d'ouvrages ou d'articles de référence ou si vous connaissez des sites web de qualité traitant du thème abordé ici, merci de compléter l'article en donnant les références utiles à sa vérifiabilité et en les liant à la section « Notes et références ».
Gruffydd Young (v.1370 - v.1435), ou Griffin Yonge, est un prélat chrétien gallois partisan d'Owain Glyndŵr pendant la révolte des Gallois.

## Biographie

### Jeunesse
De naissance illégitime, Gruffydd gagne les faveurs de la reine d'Angleterre Anne de Bohême, première épouse de Richard II.

### Carrière ecclésiastique
Entre 1391 et 1403, il détient plusieurs postes dans les diocèses de St David's, de Bangor et de Ruthin.
Il devient vicaire général du diocèse de St David's et archidiacre du Merionethshire.

### Carrière diplomatique
En 1403, Gruffydd rallie la révolte d'Owain Glyndŵr contre les Anglais. En 1404, il est envoyé comme chancelier de Glyndŵr à Paris afin de négocier une alliance avec Jacques II de Bourbon, représentant du roi Charles VI.
En 1406, il persuade Glyndŵr de changer d'allégeance et de soutenir le pape en Avignon Benoît XIII afin d'obtenir l'aide militaire des Français mais sa stratégie reste sans résultat.
En 1407, il obtient d'être nommé évêque de Bangor et devient ainsi la plus haute autorité religieuse de Galles.

### Dernières années
À partir de 1408, sentant la rébellion s'effondrer, Gruffydd commence à envisager de nouveaux projets. En 1415, il s'installe en France. Le concile de Constance met fin au Grand Schisme d'Occident et le nouveau pape Martin V le nomme en 1417 évêque de Ross en Écosse. Il ne prendra cependant jamais contrôle de son diocèse.
Il est alors transféré à Hippone en Afrique du Nord. Il est ensuite nommé abbé du Thoronet par Martin V en 1430. Il est toujours vivant en 1432, lorsqu'il continue de revendiquer son titre d'évêque de Ross. Il meurt sans doute dans les années qui suivent.

## Sources
- John Edward Lloyd : Owen Glendower
- Chris Barber : In Search of Owain Glyndŵr
- Archives départementales du Var : Bulla Papae Martini V, 2H19